# 臺灣綜合研究院
財團法人臺灣綜合研究院（英語：Taiwan Research Institute），簡稱為臺綜院，為臺灣的一個研究機構，於1994年3月由中華民國總統兼中國國民黨主席李登輝委任劉泰英主導創辦，由各界捐助，並依教育部《學術研究機構設立辦法》，並準用相關教育法令規定，正式核准設立的財團法人學術研究機構，不定時舉辦研討會或成果分享會。

## 組織
下列為目前組織與其主管

### 董事會
- 榮譽董事長：李登輝
- 董事長：黃輝珍

### 院長室
- 院長：吳再益
- 副院長：李堅明（學術）

### 研究一所
- 研究內容：能源經濟＼環境政策＼電力管理
- 所長：林唐裕

### 研究二所
- 研究內容：總體經濟＼產業發展＼能礦資源管理＼企業經營
- 所長：陳建緯

### 研究三所
- 研究內容：公共政策＼產業經濟＼財務金融＼勞動福利
- 所長：蘇漢邦

### 研究四所
- 研究內容：能源政策＼能源統計＼溫室氣體減量政策研究
- 所長：侯仁義

### 研究五所
- 研究內容：電力領域＼再生能源發展
- 所長：吳爵丞

### 國家發展研究中心
- 研究內容：台灣議題＼兩岸關係＼亞太情勢

### 金融證券投資諮詢委員會
- 研究內容：財務金融＼產業經濟＼全球政經

### 其它
行政處
- 處長：徐美燕

圖書館
- 館長：

## 相關
- 國安密帳案

## 外部連結
- 臺灣綜合研究院 （页面存档备份，存于）